# اسپن یورشتاد
اسپن اوهلن یورشتاد (زاده مه ۱۹۸۸) یک بازیکن پوکر حرفه ای نروژی است که در حال حاضر در لندن، انگلستان زندگی می کند. او در سال ۲۰۲۲، او برنده رویداد اصلی سری مسابقات جهانی پوکر با مبلغ ۱۰.۰۰۰.۰۰۰ دلار شد.

## حرفه شغلی
یورشتاد مدرک کارشناسی ارشد خود را در رشته آبجوسازی از دانشگاه کپنهاگ دریافت کرد و قبل از حرفه پوکر خود در یک کارخانه آبجوسازی کار می کرد. 
او در سال ۲۰۱۶ پخش زنده ای را در توییچ آغاز کرد  با نام مستعار اوهلن‌پوکر (uhlenpoker)  به عنوان یک بازیکن حرفه‌ای پوکر،  قبل از تغییر نام تجاری به کانال گروهی اولین اکسپرس . 
تا سال ۲۰۲۳، مجموع درآمد زنده یورشتاد از ۱۵.۰۴۲.۰۰۰ دلار فراتر رفت و او را در رتبه اول فهرست تمام دوران نروژ قرار داد.  

## دستبندهای سری مسابقات جهانی پوکر
| سال  | تورنمنت                                               | جایزه (دلار$) |
| ---- | ----------------------------------------------------- | ------------- |
| ۲۰۲۲ | $1,000 تگ تیم بدون محدودیت هولدم (w/ Patrick Leonard) | $۷۴.۰۴۲       |
| ۲۰۲۲ | $۱۰.۰۰۰ رویداد اصلی بدون محدودیت هولدم                | $۱۰.۰۰۰.۰۰۰   |